# Siegfried Selberherr
Siegfried Selberherr (n. 3 august 1955, Klosterneuburg, Austria Inferioară, Austria), este un om de știință austriac cu experiență în domeniul microelectronicii, profesor la Institutul de Microelectronică al Universității Tehnice din Viena (TU Wien). Interesul său principal în cercetare îl reprezintă modelarea și simularea fenomenelor fizice în domeniul microelectronicii.

## Biografie
În 1988, Siegfried Selberherr a devenit profesor titular în domeniul  tehnologiei software a sistemelor microelectronice la TU Wien. A studiat ingineria electrică în  aceeași instituție, unde a obținut diploma de inginer și doctor în științe tehnice în 1978 și 1981, respectiv abilitarea în 1984. Ulterior, pentru o lungă perioadă de timp, a fost cercetător invitat la Bell-Labs. 
Între 1996 și 2020, Prof. Selberherr a fost  lector de onoare al IEEE Electron Devices Society.
În anii 1998-2005 a fost decan al Facultății de Inginerie Electrică și Tehnologia Informației. 
Mai mult decât atât, între 2001 și 2018 Prof. Selberherr a fost membru și Vicepreședinte al Consiliului de Supraveghere la ams AG și, de atunci, este consultant științific al aceluiași Consiliu.
Din 2004 el este membru al consiliului consultativ al Departamentului Interuniversitar de Agrobiotehnologie (IFA-Tulln).

## Realizări
În cariera sa științifică, Prof. Selberherr a publicat, împreună cu echipele sale, peste 400 de articole în jurnale stiințifice și mai bine de 1200 de articole pentru conferințe, dintre care pentru peste 250 a fost conferențiar invitat. Pe lângă aceasta, Prof. Selberherr a publicat 3 cărți și a co-editat mai bine de 40 de volume, îndrumând până în prezent, peste 100 de disertații.
În cadrul activităților sale de cercetare, Prof. Selberherr a dezvoltat un simulator pentru dispozitivele "Metal-Oxide-Semiconductor" (MINIMOS), unde este implementat un model de mobilitate pentru purtătorii de sarcină. Adițional, a supravegheat numeroase proiecte de cercetare realizate în cooperare cu bine cunoscute asociații și companii de semiconductori precum și cu agenții de finanțare, cum ar fi Fondul Științific Austriac (FWF), Asociația de Cercetare Christian Doppler (CDG) și Consiliul European pentru Cercetare (ERC).

## Premii
(Selecție)
- 2021: "Fellow" al Asociației de Inteligență Artificială Asia-Pacific, AAIA[11]
- 2021: "Life Fellow" al IEEE
- 2018: "Premiul Cledo Brunetti" al IEEE
- 2015: "Medalia Franz Dinghofer" al Institutului Dinghofer
- 2014: Decorarea de onoare Marin Drinov a Academiei de Științe din Bulgaria
- 2013: Membru cu drepturi depline al Academiei Europae
- 2011: Crucea de argint cu grad de comandant de ordine de merit pentru servicii remarcabile in Provincia Federala Niederösterreich
- 2009: Grant pentru ERC
- 2006: Doctorand Onorific al Universității din Niš
- 2005: Decorare de onoare a serviciilor pentru Republica Austria
- 2004: Membru cu drepturi depline al Academiei Europene de Științe și Arte
- 2001: "Premiul Erwin Schrödinger" al Academiei Austriece de Științe, ÖAW
- 1994: "Medalia Wilhelm Exner" a Asociației Austriace pentru Întreprinderi Mici și Mijlocii, ÖGV
- 1993: "Fellow" al Institutului de Inginerie Electrică și Electronică, IEEE
- 1986: Premiul "Heinz Zemanek" al Societății Austriece de Calculatoare, ÖCG
- 1983: Premiul „Dr. Ernst Fehrer” al Universității Tehnice din Viena

## Publicații importante (selecție)

### Jurnale
- L. Filipovic, S. Selberherr. Thermo-Electro-Mechanical Simulation of Semiconductor Metal Oxide Gas Sensors., Materials, Vol.12, No.15, pp. 2410-1–2410-37, 2019, doi:10.3390/ma12152410.
- V. Sverdlov, S. Selberherr. Silicon Spintronics: Progress and Challenges., Physics Reports, Vol.585, pp. 1–40, 2015, doi:10.1016/j.physrep.2015.05.002.
- H. Ceric, S. Selberherr. Electromigration in Submicron Interconnect Features of Integrated Circuits., Materials Science and Engineering R, Vol.71, pp. 53–86, 2011, doi:10.1016/j.mser.2010.09.001.
- V. Sverdlov, E. Ungersboeck, H. Kosina, S. Selberherr. Current Transport Models for Nanoscale Semiconductor Devices., Materials Science and Engineering R,  Vol.58, No.6-7, pp. 228–270, 2008, doi:10.1016/j.mser.2007.11.001.
- T. Grasser, T.-W. Tang, H. Kosina, S. Selberherr. A Review of Hydrodynamic and Energy-Transport Models for Semiconductor Device Simulation., Proceedings of the IEEE, Vol.91, No.2, pp. 251–274, 2003, doi:10.1109/JPROC.2002.808150.
- S. Selberherr, A. Schütz, H. Pötzl. MINIMOS – A Two-Dimensional MOS Transistor Analyzer., IEEE Trans.Electron Devices, Vol.ED-27, No.8, pp. 1540–1550, 1980, doi:10.1109/T-ED.1980.20068.

### Cărți
- M. Nedjalkov, I. Dimov, S. Selberherr. Stochastic Approaches to Electron Transport in Micro- and Nanostructures, Birkhäuser, Basel, ISBN: 978-3-030-67916-3, 214 pages, 2021, doi:10.1007/978-3-030-67917-0.
- R. Klima, S. Selberherr. Programmieren in C, 3. Auflage, Springer-Verlag, Wien-New York, ISBN: 978-3-7091-0392-0, 366 pages, 2010, doi:10.1007/978-3-7091-0393-7.
- J.W. Swart, S. Selberherr, A.A. Susin, J.A. Diniz, N. Morimoto. (Eds.) Microelectronics Technology and Devices, The Electrochemical Society, ISBN: 978-1-56677-646-2, 661 pages, 2008.
- T. Grasser, S. Selberherr. (Eds.) Simulation of Semiconductor Processes and Devices, Springer-Verlag, Wien-New York, ISBN: 978-3-211-72860-4, 460 pages, 2007, doi:10.1007/978-3-211-72861-1.
- F. Fasching, S. Halama, S. Selberherr. (Eds.) Technology CAD Systems, Springer-Verlag, Wien-New York, ISBN: 978-3-7091-9317-4, 309 pages, 1993, doi:10.1007/978-3-7091-9315-0.
- S. Selberherr. Analysis and Simulation of Semiconductor Devices, Springer-Verlag, Wien-New York, ISBN: 978-3-7091-8754-8, 294 pages, 1984, doi:10.1007/978-3-7091-8752-4

## Legături externe
- en  Business Card of the Technische Universität Wien
- en  Full list of publications